# Reinata Sadimba

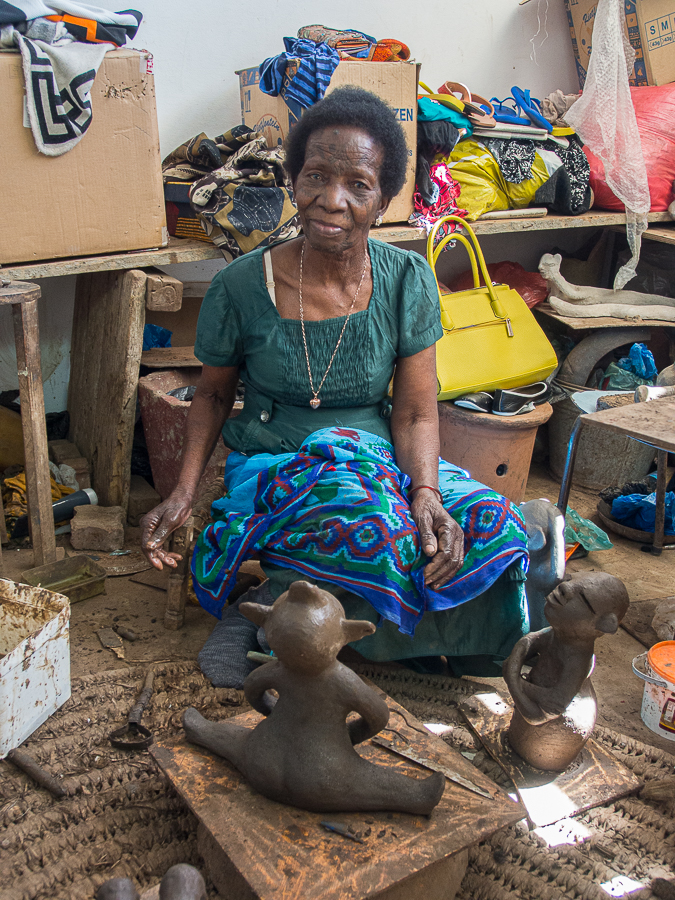
Reinata Sadimba (2017)

Reinata Sadimba (geboren 1945 in Chomba, Distrikt Mueda, Provinz Cabo Delgado, Portugiesisch-Mosambik) ist eine mosambikanische Keramikerin und Bildhauerin. Sie gehört zu den bekanntesten Bildhauerin ihres Landes, ihre Werke wurden in verschiedenen Museen und Galerien in Südafrika, Portugal, Frankreich, Italien, Dänemark und den Vereinigten Staaten ausgestellt. Einige ihrer Stücke gehören zu den ständigen Sammlungen des Nationalmuseums für Naturgeschichte in Maputo und des Museu Nacional de Etnologia in Lissabon.

## Leben
Reinata Sadimba wurde 1945 im Dorf Chomba im Distrikt Mueda, im Norden der damaligen portugiesischen Kolonie Mosambik, geboren. Sie gehört dem Volk der Makonde an. Der traditionellen Ausbildung dieser Volksgruppe folgend, erlernte sie von ihrer Mutter das Töpfern, zunächst um ihren Lebensunterhalt zu verdienen, später, weil sie in der Arbeit mit Ton ein Ausdrucksmittel fand. Sadimba war zweimal verheiratet und zweimal geschieden und gebar insgesamt acht Kinder, von denen nur eines überlebte. Ihr Gesicht ist nach den Traditionen der Makonde tätowiert worden. In ihrer Jugend engagierte sie sich in der mosambikanischen Befreiungsbewegung, nachdem sie das Massaker von Mueda 1960 miterlebte.
Nach der Unabhängigkeit und ihrer zweiten Scheidung im Jahr 1975 ließ sie sich im Dorf Nimu bei Mueda nieder. Im Jahr 1983 hatte sie nur noch ein Kind, ihren Sohn Samuel. Sie begann ihre Tätigkeit als Keramikerin in einem Spannungsfeld zwischen dem traditionellen Milieu des Dorfes (als geschiedene Frau und unkonventionelle Künstlerin) und den revolutionären Ansprüchen der FRELIMO zu entwickeln, deren Parolen zugunsten der Frauenförderung von der lokalen Dorfgemeinschaft nicht gut aufgenommen wurden.
Erst in den 1980er Jahren wurde ihre Arbeit als Töpferin zunehmend anerkannt. Sie entwickelte Stück für Stück einen eigenen Stil und gab ihren Töpfen anthropomorphe Figuren. Diese Entwicklung ging weg von der Gebrauchskeramik hin zu Werken, die vor allem künstlerisch waren, und damit mehr in die Domäne der männlichen Bildhauer gelangten. Ermutigung für ihre künstlerische Entwicklung fand sie in den Verbindungen, die sie zu Schweizer Entwicklungshelfern in Mueda aufbaute. Nach dem Weggang dieser Entwicklungshelfer und der allgemein sich verschlechternden politischen Situation aufgrund des mosambikanischen Bürgerkriegs, wanderte Sadimba 1980 mit ihrem Sohn Samuel nach Dar es Salaam (Tansania) aus und schloss sich ihrer Schwester Josefina an. Dort begannen auch ihre Ausstellungen in kleinen Galerien und auf Kunsthandwerksmärkten.
Nachdem sie sich durch die Unterstützung ihrer Schweizer Freunde wirtschaftliche Stabilität gesichert hatte, konnte sie ihre Kreationen nach ihren eigenen ästhetischen Kriterien und Vorstellungen entwickeln. Sie entwickelte eine Ästhetik der Darstellung des menschlichen Körpers, indem sie lebendige und durchdringende Formen schuf und dabei so weit ging, ihr eigenes Universum zu erschaffen.
Im Jahr 1992 kehrte sie nach Mosambik zurück und ließ sich in Maputo nieder. Dank Augusto Cabral, dem damaligen Direktor des Naturkundemuseums von Mosambik, konnte sie ihre Werkstatt in den Räumen des Museums einrichten.
Das Grundmaterial der von Sadimba geschaffenen Stücke ist Ton, wegen seiner Bearbeitbarkeit, weißen Kalksteins und Graphits, die ihren Werken eine grüne Färbung verleihen, die zu ihren Markenzeichen geworden ist. Sie schafft Krüge, Töpfe, Teekannen und andere Stücke mit anthropomorphen Formen, deren vernarbte Körper und Gesichter die Makonde-Kultur widerspiegeln. Die Stücke tragen verschiedene unterschwellige Botschaften, wie z. B. Schlangen, die Leben und Tod symbolisieren, Figuren ohne Geschlecht etc. Die Figuren in ihren Werken sind mit den Sagen und Legenden ihrer Heimatprovinz Cabo Delgado verbunden.

## Ausstellungen (Auswahl)
- 1992: Museu de Arte Nacional, Maputo, Mosambik
- 1995: Biennale Johannesburg, Südafrika
- 1998: Expo 98, Lissabon, Portugal
- 2000: Progress of the World’s Women, in Auftrag gegeben von UNIFEM, New York, USA
- 2003: Latitudes 2003, Rathaus Paris, Paris, Frankreich
- 2004: Fragile Terra di Mozambico, Botteghe della Solidarietà, Mailand, Italien
- 2006: Castel dell’Ovo, Neapel, Italien
- 2007: Studio Brescia, Ospitaletto, Italien

(Quelle:)